# Billie Jean
"Billie Jean" là một bài hát của nghệ sĩ thu âm người Mỹ Michael Jackson, phát hành như là đĩa đơn thứ hai trích từ album phòng thu thứ sáu của ông, Thriller (1982). Nó được sáng tác bởi Jackson và do Jackson và Quincy Jones sản xuất. Về ý nghĩa của lời bài hát, có nhiều luồng ý kiến khác nhau xung quanh vấn đề này. Một giả thiết được đưa ra là nó xuất phát từ một trải nghiệm thực tế của Jackson, trong đó một người hâm mộ nữ tuyên bố rằng ông (hoặc một trong những anh em của nam ca sĩ) là cha của một trong hai đứa trẻ sinh đôi của cô. Tuy nhiên, Jackson tiết lộ rằng "Billie Jean" được dựa trên những trải nghiệm từ những người bạn của ông. Bài hát được biết đến với bassline đặc trưng của Louis Johnson, nhịp trống tiêu chuẩn được nghe từ đầu, sự lặp lại của câu hát "Billie Jean is not my lover" vào cuối bài hát và chất giọng nấc của Jackson. Bài hát đã được kỹ sư âm thanh Bruce Swedien phối lại 91 lần trước khi hoàn chỉnh, mặc dù nhiều thông tin cho rằng bản phối thứ hai của ông mới là sản phẩm cuối cùng.
"Billie Jean" đã gặt hái nhiều thành công trên phương diện chuyên môn lẫn thương mại; Nó là một trong những đĩa đơn bán chạy nhất năm 1983 và là một trong những đĩa đơn bán chạy nhất mọi thời đại. Bài hát đứng đầu nhiều bảng xếp hạng, bao gồm Vương quốc Anh lẫn Hoa Kỳ. Ngoài ra, nó cũng lọt vào top 10 ở Áo, Ý, New Zealand, Na Uy và Thụy Điển. "Billie Jean" đã được chứng nhận đĩa Bạch kim bởi Hiệp hội Công nghiệp ghi âm Mỹ (RIAA) vào năm 1989. Tạp chí Rolling Stone đã liệt kê bài hát ở vị trí thứ 58 trong danh sách 500 bài hát vĩ đại nhất mọi thời đại.
Được vinh danh với nhiều giải thưởng - bao gồm hai giải Grammy, một giải thưởng Âm nhạc Mỹ, và được đưa vào Viện bảo tàng Nhà sản xuất Video ca nhạc - bài hát và video ca nhạc của nó đã giúp Thriller trở thành album bán chạy nhất mọi thời đại. Bài hát được quảng bá với một bộ phim ngắn (theo cách gọi của Jackson về một video ca nhạc) đã phá vỡ những rào cản về chủng tộc trên MTV như là video ca nhạc đầu tiên của một nghệ sĩ da màu được phát sóng với tần suất lớn. Ngoài ra, màn trình diễn "Billie Jean" của nam ca sĩ trong chương trình Motown 25: Yesterday, Today, Forever với vũ đạo "moonwalk", đã giúp phổ biến bài hát. Nó cũng xuất hiện trong những video quảng cáo cho Pepsi mà Jackson là gương mặt đại diện, lúc bấy giờ. Được hát lại bởi nhiều nghệ sĩ đương đại, "Billie Jean" đã khẳng định tên tuổi của Jackson như là một biểu tượng pop quốc tế.

## Billie Jean 2008
Phiên bản gốc của "Billie Jean" đã được Kanye West phối lại cho Thriller 25, album kỷ niệm 25 năm phát hành của Thriller. Với tên gọi "Billie Jean 2008", bản phối lại nhận được những phản ứng trái chiều từ các nhà phê bình, trong đó họ cảm thấy rằng nó không có bất cứ sự mới mẻ nào so với bản gốc.

## Phiên bản của The Bates
Năm 1995, nhóm nhạc punk rock Đức The Bates đã hát lại "Billie Jean" cho album của họ Pleasure + Pain.

### Danh sách bài hát
Đĩa CD maxi
1. Billie Jean – 4:25
2. Tonight (phối lại) – 3:45
3. Love Is Dead (Part II) – 3:22
4. Yeah (bản hát mộc) – 1:06

### Xếp hạng
| Bảng xếp hạng (1995–1996)                       | Vị trí cao nhất |
| ----------------------------------------------- | --------------- |
| Áo (Ö3 Austria Top 40)                          | 40              |
| Trường songid là BẮT BUỘC CHO BẢNG XẾP HẠNG ĐỨC | 21              |
| Thụy Sĩ (Schweizer Hitparade)                   | 10              |
| Bảng xếp hạng không hợp lệ UKchartarchive       | 67              |

## The Sound Bluntz version

### Danh sách bài hát
CD-Maxi Kontor 14305-5 (Edel)
1. Billie Jean (Beat Radio Mix) – 4:00
2. Billie Jean (Beat Clubb Mix) – 6:50
3. Billie Jean (Full Effect Mix) – 7:34
4. Dura Dura (Reprise) – 1:36

### Xếp hạng
| Bảng xếp hạng (2002-2003)                       | Vị trí cao nhất |
| ----------------------------------------------- | --------------- |
| Úc (ARIA)                                       | 17              |
| Bỉ (Ultratop 50 Flanders)                       | 17              |
| Bỉ (Ultratop 50 Wallonia)                       | 24              |
| Phần Lan (Suomen virallinen lista)              | 14              |
| Trường songid là BẮT BUỘC CHO BẢNG XẾP HẠNG ĐỨC | 74              |
| Hà Lan (Single Top 100)                         | 53              |
| Thụy Sĩ (Schweizer Hitparade)                   | 93              |
| Anh Quốc (OCC)                                  | 32              |

## Xếp hạng
| Bảng xếp hạng (1983)                            | Vị trí cao nhất |
| ----------------------------------------------- | --------------- |
| Australia (Kent Music Report)                   | 1               |
| Áo (Ö3 Austria Top 40)                          | 2               |
| Bỉ (Ultratop 50 Flanders)                       | 1               |
| Canada (CHUM)                                   | 1               |
| Canada Top Singles (RPM)                        | 1               |
| Europe (Eurochart Hot 100)                      | 1               |
| Finland (Suomen virallinen lista)               | 3               |
| France (IFOP)                                   | 1               |
| Trường songid là BẮT BUỘC CHO BẢNG XẾP HẠNG ĐỨC | 2               |
| Ireland (IRMA)                                  | 1               |
| Italy (FIMI)                                    | 1               |
| Hà Lan (Dutch Top 40)                           | 2               |
| Hà Lan (Single Top 100)                         | 4               |
| New Zealand (Recorded Music NZ)                 | 2               |
| Na Uy (VG-lista)                                | 6               |
| South Africa (Springbok Radio)                  | 2               |
| Spain (AFYVE)                                   | 1               |
| Thụy Điển (Sverigetopplistan)                   | 2               |
| Thụy Sĩ (Schweizer Hitparade)                   | 1               |
| Anh Quốc (OCC)                                  | 1               |
| US Billboard Adult Contemporary                 | 9               |
| US Billboard Hot 100                            | 1               |
| US Billboard Hot Black Singles                  | 1               |
| US Cash Box                                     | 1               |
| Zimbabwe                                        | 3               |

| Bảng xếp hạng (2006)     | Vị trí cao nhất |
| ------------------------ | --------------- |
| Pháp (SNEP)              | 45              |
| Ireland (IRMA)           | 11              |
| Ý (FIMI)                 | 7               |
| Hà Lan (Single Top 100)  | 22              |
| Tây Ban Nha (PROMUSICAE) | 1               |
| Anh Quốc (OCC)           | 11              |

| Bảng xếp hạng (2007)          | Vị trí cao nhất |
| ----------------------------- | --------------- |
| Na Uy (VG-lista)              | 17              |
| Thụy Sĩ (Schweizer Hitparade) | 95              |

| Bảng xếp hạng (2009)                      | Vị trí cao nhất |
| ----------------------------------------- | --------------- |
| Úc (ARIA)                                 | 7               |
| Áo (Ö3 Austria Top 40)                    | 13              |
| Belgium (Back Catalogue Singles Flanders) | 1               |
| Canada (Hot Canadian Digital Singles)     | 6               |
| Đan Mạch (Tracklisten)                    | 8               |
| Europe (Eurochart Hot 100)                | 9               |
| Phần Lan (Suomen virallinen lista)        | 11              |
| Pháp Download (SNEP)                      | 1               |
| Ý (FIMI)                                  | 3               |
| Hà Lan (Dutch Top 40)                     | 3               |
| Hà Lan (Single Top 100)                   | 3               |
| New Zealand (Recorded Music NZ)           | 15              |
| Na Uy (VG-lista)                          | 5               |
| Tây Ban Nha (PROMUSICAE)                  | 4               |
| Thụy Điển (Sverigetopplistan)             | 3               |
| Thụy Sĩ (Schweizer Hitparade)             | 2               |
| Turkey (Türkiye Top 20)                   | 9               |
| Anh Quốc (OCC)                            | 10              |
| US Billboard Hot Digital Songs            | 4               |

| Bảng xếp hạng (2010)          | Vị trí cao nhất |
| ----------------------------- | --------------- |
| Tây Ban Nha (PROMUSICAE)      | 41              |
| Thụy Điển (Sverigetopplistan) | 52              |
| Thụy Sĩ (Schweizer Hitparade) | 58              |

| Bảng xếp hạng (2012) | Vị trí cao nhất |
| -------------------- | --------------- |
| Pháp (SNEP)          | 132             |

| Bảng xếp hạng (2013) | Vị trí cao nhất |
| -------------------- | --------------- |
| Pháp (SNEP)          | 166             |

| Bảng xếp hạng (2014)                     | Vị trí cao nhất |
| ---------------------------------------- | --------------- |
| Pháp (SNEP)                              | 161             |
| Hoa Kỳ Billboard Hot 100                 | 14              |
| Hoa Kỳ Hot R&B/Hip-Hop Songs (Billboard) | 6               |

| Bảng xếp hạng (1983)              | Vị trí |
| --------------------------------- | ------ |
| Australia (Kent Music Report)     | 4      |
| Austria (Ö3 Austria Top 40)       | 9      |
| Belgium (Ultratop 50 Flanders)    | 4      |
| Canada Top Singles (RPM)          | 9      |
| France (IFOP)                     | 6      |
| Italy (FIMI)                      | 8      |
| Netherlands (Dutch Top 40)        | 12     |
| Netherlands (Single Top 100)      | 13     |
| New Zealand (Recorded Music NZ)   | 9      |
| South Africa (Springbok Radio)    | 15     |
| Switzerland (Schweizer Hitparade) | 7      |
| US Billboard Hot 100              | 2      |
| US Billboard Hot Black Singles    | 2      |
| US Cash Box                       | 3      |

| Bảng xếp hạng (2009)              | Vị trí |
| --------------------------------- | ------ |
| Italy (FIMI)                      | 52     |
| Netherlands (Dutch Top 40)        | 85     |
| Netherlands (Single Top 100)      | 56     |
| Switzerland (Schweizer Hitparade) | 62     |

| Bảng xếp hạng        | Vị trí |
| -------------------- | ------ |
| US Billboard Hot 100 | 83     |

## Chứng nhận
| Quốc gia | Chứng nhận  | Số đơn vị/doanh số chứng nhận |
| --- | ----------- | ----------------------------- |
| Úc (ARIA) | Bạch kim    | 70.000^                       |
| Canada (Music Canada) | 2× Bạch kim | 200,000^                      |
| Pháp (SNEP) | Bạch kim    | 1,163,100                     |
| Ý (FIMI) | Bạch kim    | 50.000‡                       |
| México (AMPROFON) | Bạch kim    | 60,000*                       |
| New Zealand (RMNZ) | Vàng        | 7.500*                        |
| Tây Ban Nha (PROMUSICAE) | Vàng        | 25.000*                       |
| Anh Quốc (BPI) | Vàng        | 426,000                       |
| Hoa Kỳ (RIAA) (Nhạc số) | 2× Bạch kim | 2,900,000                     |
| Hoa Kỳ (RIAA) (Nhạc chuông) | Vàng        | 500,000^                      |
| Hoa Kỳ (RIAA) (Đĩa cứng) | Bạch kim    | 1,000,000^                    |
| * Chứng nhận dựa theo doanh số tiêu thụ. ^ Chứng nhận dựa theo doanh số nhập hàng. ‡ Chứng nhận dựa theo doanh số tiêu thụ và phát trực tuyến. |             |                               |